# Prismatocarpus implicatus
Prismatocarpus implicatus är en klockväxtart som beskrevs av Robert Stephen Adamson. Prismatocarpus implicatus ingår i släktet Prismatocarpus och familjen klockväxter. Inga underarter finns listade i Catalogue of Life.